# Forncett St Mary
Forncett St Mary – wieś w Anglii, w hrabstwie Norfolk, w dystrykcie South Norfolk. Leży 16 km na południowy zachód od Norwich i 143 km na północny wschód od Londynu.